# Нігяр Ханим
Нігяр Ханим (тур. Nigâr Hanım, осман. نگار خانم; 1856, Стамбул, Османська імперія — 1 квітня 1918, там само) — османська поетеса і письменниця.

## Життєпис
Нігяр Ханим мала угорське походження, її батько Макар Осман-паша втік до Османської імперії з Угорщини 1848 року після початку Угорської революції (1848—1849). Нігяр народилася 1856 року в Стамбулі. Вона здобула освіту у Французькій школі в Кадикеї, навчилася грати на фортепіано в дуже ранньому віці, крім того вивчала з репетитором турецьку, арабську і фарсі. Згодом чудово знала французьку, грецьку, німецьку; італійською, вірменською, арабською, фарсі і угорською читала і писала досить добре, у цілому знала вісім мов. Вона добре розбиралася в культурі Сходу і Заходу, знала французьку літературу і незабаром почала писати вірші французькою мовою. Її рання поезія написана в традиційному диванному стилі, але пізніше, під впливом творчості Махмуда Экрема Реджаизаде та інших авторів, вона зайняла більш модерністську позицію. Нігяр Ханим впроваджувала західні стилі в турецьку літературу і стала провідною поетесою Османської імперії в період після Танзимату. Її стиль і вибір тем мають яскраво виражений жіночий характер. Її вірші часто публікували в турецьких газетах того часу.
За гуманітарну діяльність вона отримала від султана Абдул-Гаміда II орден Милосердя.
В останні роки її життя через хвороби вона стала рідко з'являтися в товаристві і дотримувалась самітницького способу життя.
Померла Нігяр Ханим у Стамбулі 1 квітня 1918 року.

## Особисте життя
Батько видав її заміж у чотирнадцять років, але через кілька років шлюб розпався. Відомо, що Нігяр мала сина Саліха Керамета, який навчав дітей останнього халіфа Османської імперії Абдул-Меджида II. Після того, як 3 березня 1924 року видано закон № 431, згідно з яким усіх прямих членів династії Османів виганяли з країни, Саліх Керамет покинув Туреччину разом з Абдул-Меджидом.
Вона була важливою і відомою фігурою в суспільстві свого часу. Крім кар'єри поетеси, її спосіб життя мав значний вплив на суспільство та перспективи для жінок в Османській імперії в кінці XIX — початку XX століття. Хоч вона й не була феміністкою, її уявлення про права жінки значно випереджали її час.